# المواهبة (كعيدنة)

تعديل مصدري - تعديل

المواهبة هي إحدى قرى عزلة الثلث بمديرية كعيدنة التابعة لمحافظة حجة، بلغ تعداد سكانها 260 نسمة حسب تعداد اليمن لعام 2004.